# مقبرة بوغوتا الرئيسية
مقبرة بوغوتا الرئيسة  (بالاسبانية:) هي واحدة من المقابر الرئيسية والأكثر شهرة في كولومبيا التي تقع في بوغوتا. تحتوي على العديد من الأبطال الوطنيين،  شعراء ومزارعين سكان كولومبيا . التي افتتحت في 1836، وأعلنت نصب تذكارية وطنية في 1984. وبعض النحاتين للأضرحة .
ملاحظات ضرورية
-ميغيل أبادي منديز ، الرئيس السابق
-سانتوس اكوستا، الرئيس السابق
-سوليدات اكوستا ، كاتب وصحفي
-رافائيل المسانا، كاهن كاثولوكي موقر
-جيلبرتو الزات افينديو، السفير السابق في اسبانيا
-خوسيه أسونسيون سيلفا ، شاعر وكاتب
-فيرجيليو باركو فارغاس ، الرئيس السابق
-ميغيل انطونيو  كارو ، الرئيس السابق
-خوسيه فيسنتي كونشا، الرئيس السابق
-خوسيه فرنانديز مدريد ، عالم وكاتب ورجل دولة
-لويس كارلوس جالان ، المرشح السابق للرئاسة
-خوليو جرافيتو ، عالم فلك
-ألفارو جوميز هورتادو ، المرشح السابق للرئاسة
-ليون دي جريف، شاعر وكاتب
-جونزالو خيمينيز دي كيسادا ، مؤسس بوغوتا
-ليو سيغفريد كوب، مؤسس شركة بافاريا بير
-ألفونسو لوبيز ميشيلسن، الرئيس السابق
-ألفونسو لوبيز بوماريجو ، الرئيس السابق
-جان ماري مارسيلين جيليبيرت ، مؤسس الشرطة الوطنية الكولومبية
-خوسيه اجناسيو دي ماركيز ، الرئيس السابق
- مانويل موريلو تورو ، الرئيس السابق
- انريكي اولايا ،الرئيس السابق
- خايمي باردو ليل ، المرشح السابق للرئاسة
- فرانسيسكو دي باولا سانتاندر ، الرئيس الكولومبي الدستوري الأول
- سانتياغو بيريز ، الرئيس السابق
- كارلوس بيزارو، المرشح السابق للرئاسة
- رافائيل بومبو، شاعر وكاتب
- رافائيل رييس ، الرئيس السابق
- هانا رودريجوز ، نحات
- كوستاڤو روجاس ، الرئيس السابق
- ايستورجيو سالجار مارينو، الرئيس السابق
- ادواردو سانتوس، الرئيس السابق
- اوريستي سيندكي، مؤبف النشيد الوطني الكولومبي
- ماركو فيديل سواريز ، رئيس سابق
- رافييل يوراب يوراب.سياسي ورجل دولة
مراجع
 "Murió la Escultora Hena Rodríguez"( موت النحات هينا رودريغيز) التميبو ( بالأسبانية ).بوغوتا. كولومبيا.
18ابريل 1997. تأرشفت من الاصل في 22 يونيو 2017 .واسترجعت في 22 يونيو 2017
القراءة المستقبلية
(بالأسبانية ) كالڤو ايسازا، أوسكار ايڤان1998.النقطة الإسمنتية : بوغوتا . الحياة الحضرية وما بعد الموت . بوغوتا: طبعات الألفية الثالثة . ISBN 958-601-747-8
( بالأسبانية ) ايسكوڤور ويلسون -وايت، البرتو (2003) دليل مقبرة بوغوتا الرئيسية . بوغوتا:عمدة بوغوتا، شركة كانديلاريا.ISBN 958-33–4286-6
روابط خارجية
ويكيميديا كومونز تمتلك أعلام متعلق ب مقبرة بوغوتا الرئيسية .
- صور ومعلومات مقبرة بوغوتا الرئيسية
- صفحة مقبرة بوغوتا الرئيسية ( بالأسبانية )
- مقبرة الرئيسية  .العثور على مقبرة